# Deprecatio Gelasii

La Deprecatio Gelasii (latin pour Intercession de Gélase) est une prière litanique introduite au Ve siècle dans la célébration de l’Eucharistie par le pape Gélase Ier. D’origine orientale, elle disparaît de la célébration ordinaire de l’Eucharistie lors de la réforme liturgique du VIe siècle. 
Il en reste la très brève litanie du Kyrie eleison.